# Delta pyriforme
Delta pyriforme (лат.) — вид одиночных ос семейства Vespidae.

## Распространение
Ареал номинативного подвида: Южная и Юго-Восточная Азия, Новая Гвинея, Гавайи, Тайвань.

## Описание
Желтовато-коричневые осы с чёрными отметинами. Длина самок номинативного подвида 25-27 мм, самцов 20-27 мм; длина переднего крыла самок 19,5 мм, у самцов 17,5 мм. Имеют тонкий длинный стебелёк брюшка (петиоль). Вид был впервые описан в 1775 году датским энтомологом Иоганном Христианом Фабрицием.

## Подвиды
- Delta pyriforme pyriforme (Fabricius)
- D. p. butonense
- D. p. circinale
- D. p. malayanum
- D. p. novaeguineae
- D. p. philippinense
- D. p. rufonigerrimum
- D. p. nigrocinctum

## Синонимы
- Vespa petiolate Fabricius, 1775
- Eumenes petiolate (Fabricius)